# DKW
La DKW è stata una fabbrica tedesca di automobili e motocicli fondata a Chemnitz in Sassonia nel  1916. Il fondatore fu l'ingegnere danese Jørgen Skafte Rasmussen che la costituì per produrre automobili con motore a vapore (la sigla stava per Dampf-Kraft-Wagen, cioè vettura spinta dal vapore).

## Storia

### Nascita della DKW
Il rapporto di Rasmussen con la propulsione a vapore risale a diversi anni prima della nascita della DKW. Infatti, già alla fine del 1902 egli aprì un'attività a Chemnitz assieme al socio Carl Ernst, la ditta Rasmussen & Ernst. Si trattava di fatto di un'attività dedita alla vendita di apparecchiature e macchinari industriali di vario genere e varia natura, fra i quali vi erano anche quelli a vapore, che all'epoca costituivano ancora una grossa parte delle apparecchiature industriali utilizzate in vari ambiti. Si trattava quindi di grossi motori di tipo fisso e non ancora delle più compatte unità a vapore che anni dopo avrebbero mosso le primissime vetture costruite da Rasmussen. Nel 1904, il nome della ditta fu ufficialmente registrato, ma nello stesso periodo vi furono le dimissioni del socio Ernst, per cui Rasmussen dovette condurre la sua attività da solo. Nel 1906 egli trasferì la sua attività a Zschopau in un ex-fabbrica tessile situata a ridosso dei Monti Metalliferi, dove oltre che della vendita di apparecchiature già montate, poté occuparsi anche della costruzione in loco di apparecchiature da rivendere. Nel 1913, le due attività si scissero: a Zschopau continuò la costruzione di apparecchiature, mentre la rivendita tornò nuovamente a Chemnitz.
Durante la prima guerra mondiale, la fabbrica di Zschopau produsse granate ed altri tipi di munizioni per l'esercito. Sempre durante il periodo bellico, ed in particolare tra il 1916 ed il 1917, Rasmussen incontrò l'ex-compagno di studi Svend Aage Mathiesen, con il quale intraprese lo sviluppo e la costruzione di un'autovettura a vapore, un'operazione sempre finanziata dall'Impero Germanico. Mathiesen era infatti già ferrato in materia poiché vantava già un'esperienza non indifferente nella costruzione di vetture a vapore, esperienza maturata in America. Dal punto di vista prestazionale, le prime vetture furono soddisfacenti, ma la loro affidabilità si rivelò decisamente scarsa ed il consumo dell'acqua nella caldaia si rivelò alquanto elevato. Ma nel frattempo, Rasmussen registrò ufficialmente il marchio DKW come acronimo di "Dampf-Kraft-Wagen", poiché era ancora convinto della validità della propulsione a vapore. Nacque così il marchio destinato in seguito a lasciare un segno indelebile nella storia della motorizzazione tedesca, sia automobilistica che motociclistica.

### Gli inizi: la produzione motociclistica

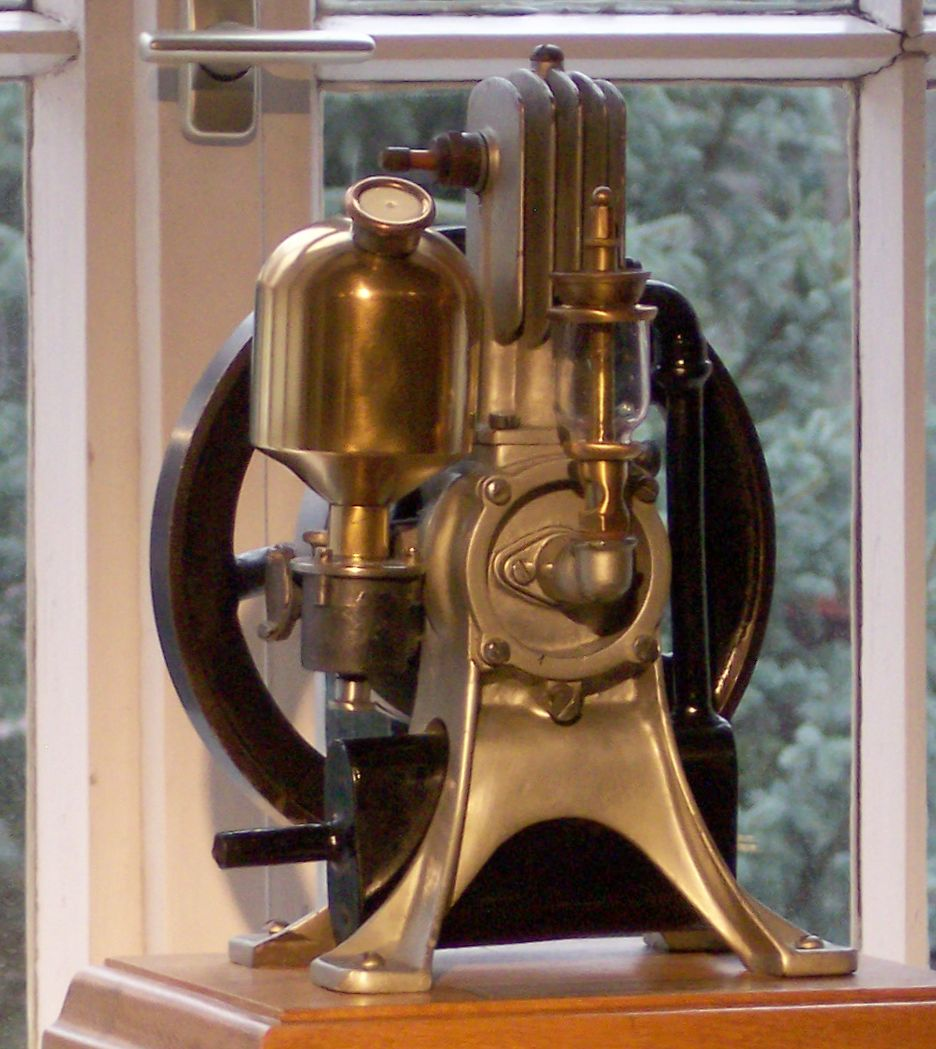
Il motorino "Das Knaben Wunsch" del 1919, primo motore della DKW

Ma alla fine della Guerra, tutti all'interno dell'azienda di Rasmussen (compreso Rasmussen stesso) si convinsero che la propulsione a vapore non avrebbe offerto validi sbocchi per l'applicazione su autovetture. Fu invece presa in considerazione la possibilità di avvalersi di motori a combustione interna, in particolare di quelli a due tempi. Un grande contributo arrivò in tal senso dall'ingegner Hugo Ruppe, giunto alla DKW proprio nell'estate del 1918, pochi mesi prima dell'armistizio. Egli aveva già una notevole esperienza nel campo dei motori a due e a quattro tempi, maturata dapprima nell'azienda del padre Berthold e poi in proprio. Grazie ad Hugo Ruppe, la DKW arrivò a costruire il suo primo motore a due tempi, il quale, con un gioco di parole che portò allo stesso acronimo dell'azienda, fu ribattezzato "Das Knaben Wunsch" (in tedesco, "il desiderio del fanciullo"), poiché fu destinato ad essere applicato ad un giocattolo per bambini.

Lo stesso motore, ma con alcuni opportuni adattamenti, fu montato su una bicicletta Edelweiß. Questa Casa costruttrice di biciclette si convinse delle potenzialità commerciali della "bicicletta motorizzata" e ne avviò la commercializzazione, acquistando i motori presso la DKW. Il successo fu grande e dopo due anni si arrivò a festeggiare il diecimillesimo motore: anche in questo caso, il piccolo motore da 118 cm³ ricevette un soprannome con acronimo DKW, forte anche dell'ottima reputazione acquisita. Il soprannome fu "Das Kleine Wunder" (in tedesco, "La piccola meraviglia"). Ma già nel 1920, poco dopo l'avvio della produzione dei motori per bicicletta, Hugo Ruppe si dimise dalla DKW, sostituito da un giovane ed altrettanto valido ingegnere, Hermann Weber. Alla fine della sua produzione, nel 1923, la "bicicletta motorizzata" della Edelweiß arrivò a totalizzare 30 000 esemplari. Il grande successo di questo motore spinse la DKW a costruire motociclette complete, innescando una reazione a catena di successi commerciali che solo sette anni dopo arrivarono a fare della DKW la Casa motociclistica più grande del mondo (solo nel 1929 costruì 60.000 moto, quattro volte quelle prodotte dall'intera industria motociclistica italiana), impegnata con successo anche nelle competizioni (celebri le 250 e le 350 dotate di compressore: la quarto di litro vinse il Tourist Trophy 1938 con Ewald Kluge).

### La produzione automobilistica

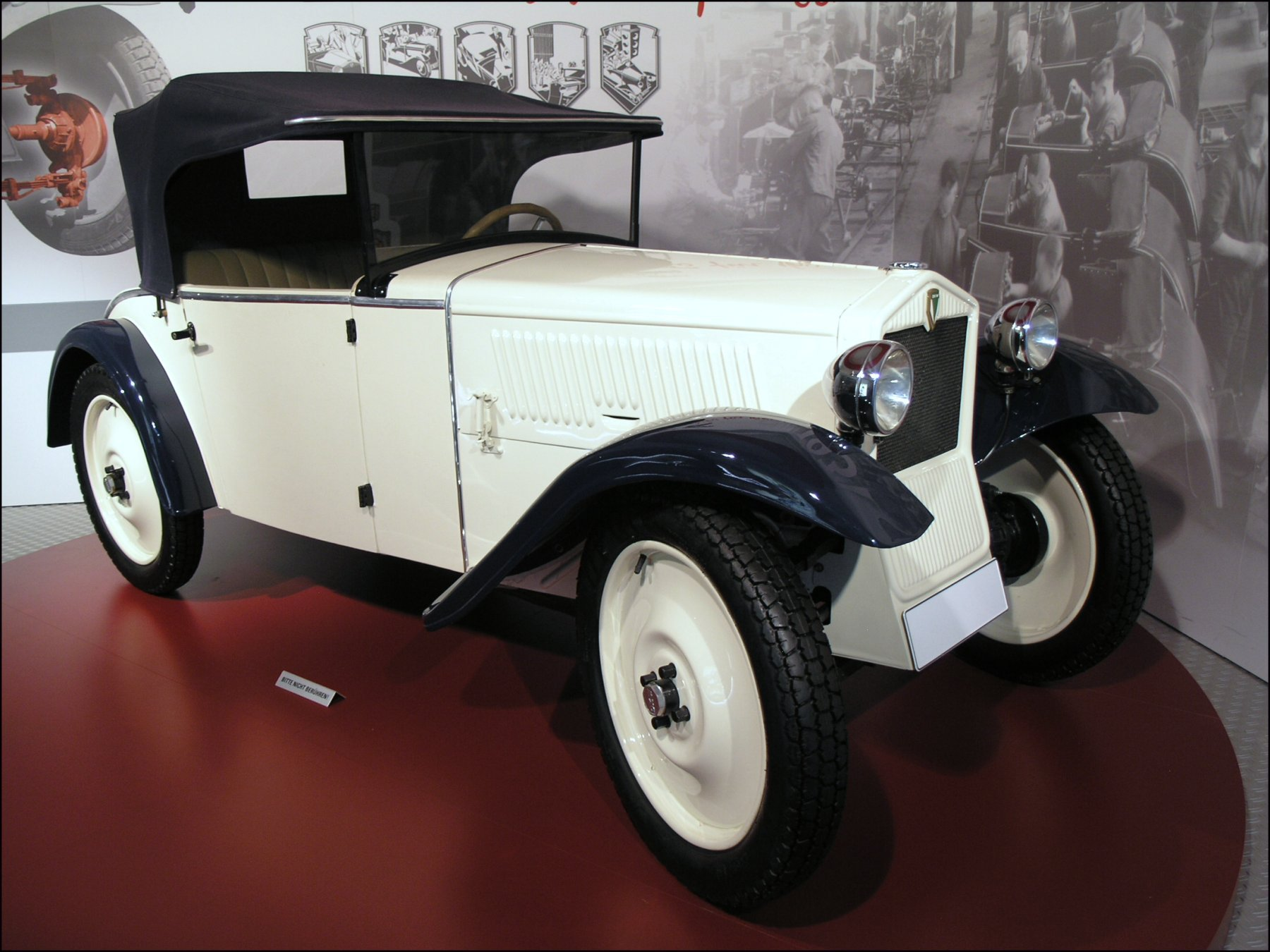
Una DKW F1, prima auto tedesca a trazione anteriore

Ma il vero sogno di Rasmussen fu quello di diventare un costruttore di automobili: già i primi esperimenti con le vetture a vapore ne furono la testimonianza. Ma uno degli incontri decisivi, peraltro avvenuto per caso, Rasmussen lo ebbe all'inizio dell'estate del 1919 sulla Friedrichstraße di Berlino: l'incontro avvenne con un certo Rudolf Slaby, un giovane ingegnere figlio d'arte (il padre Adolf fu uno dei primi installatori di antenne della Germania ed aveva già contribuito tempo prima a dare i natali alla Telefunken, l'azienda che decenni dopo sarebbe divenuta nota per i suoi televisori). Rasmussen notò il giovane Slaby alla guida di una strana autovettura in formato mignon e spinta da un propulsore elettrico. L'imprenditore danese si dimostrò immediatamente entusiasta della creazione di Slaby, tanto che gli commissionò la costruzione di 100 esemplari da poter rivendere come DKW. Slaby accettò e per poter costruire le vetture richieste utilizzò un capannone sito nella zona di Berlino e messogli a disposizione da un amico, Emil Beringer. Di lì a poco si arrivò a costruire le vetture complete, che però finirono per non poter usufruire dei motori elettrici a causa di alcuni problemi con il fornitore che avrebbe dovuto procurarglieli. Per risolvere il problema, Rasmussen, Slaby e Beringer unirono i loro sforzi e fondarono la SB-Automobil-Gesellschaft GmbH, di cui Rasmussen fu socio per il 33%. Da qui prese il via la breve epopea della vetturetta SB (Slaby-Beringer), che venne prodotta in tre serie, con fortune commerciali alterne. Tale epopea si concluse alla fine del 1924, quando a causa di eventi sfortunati, la SB dovette essere assorbita dalla DKW e la sua fabbrica berlinese divenne una filiale dell'impero di Rasmussen, con a capo nientemeno che Rudolf Slaby stesso.

In seguito Rasmussen utilizzò il principio delle vetture a trazione elettrica per produrre delle vetture di maggiori dimensioni, spinte da unità motrici realizzate dalla AEG ed alimentate mediante accumulatori AFA. Tali vetture vennero commercializzate a partire dall'autunno del 1926 con il nome di DEW (Der Elektro-Wagen = L'auto elettrica).

Dal telaio e dalla carrozzeria delle DEW, derivò la prima vera vettura DKW con motore a combustione interna, la P15 del 1928, spinta anch'essa da un motore a due tempi, ma con cilindrata di 584 cm³ e potenza massima di 15 CV (da cui il nome del modello). Questo modello ebbe un buon successo di vendite: il merito fu anche dell'ottima campagna pubblicitaria avviata da Carl Hahn, fido braccio destro di Rasmussen fin dal 1921.

Sempre nel 1928, la DKW divenne detentrice del pacchetto di maggioranza dell'Audi, un'azienda in difficoltà finanziarie originate da politiche di marketing piuttosto discutibili.

Nel frattempo la produzione automobilistica proseguì ed alla P15 fecero seguito le molto meno fortunate versioni di fascia alta, spinte da un motore V4 di 0.8 litri (poi portato ad 1 litro), versioni che rischiarono di portare la Casa di Zschopau sull'orlo del baratro, specie se si pensa che in quel periodo scoppiò la crisi economica del 1929. Anche la DKW si trovò in tale situazione a causa di decisioni avventate da parte di Rasmussen, come l'acquisto della filiale tedesca della Rickenbacker, un'azienda americana specializzata nella costruzione di motori a 6 e ad 8 cilindri. A salvare il destino della DKW fu il successo della produzione motociclistica e quello della DKW F1, che assieme alla Stoewer V5 fu tra le primissime vetture tedesche a trazione anteriore, ma anche l'arrivo di nuovi personaggi.

### La nascita della Auto Union

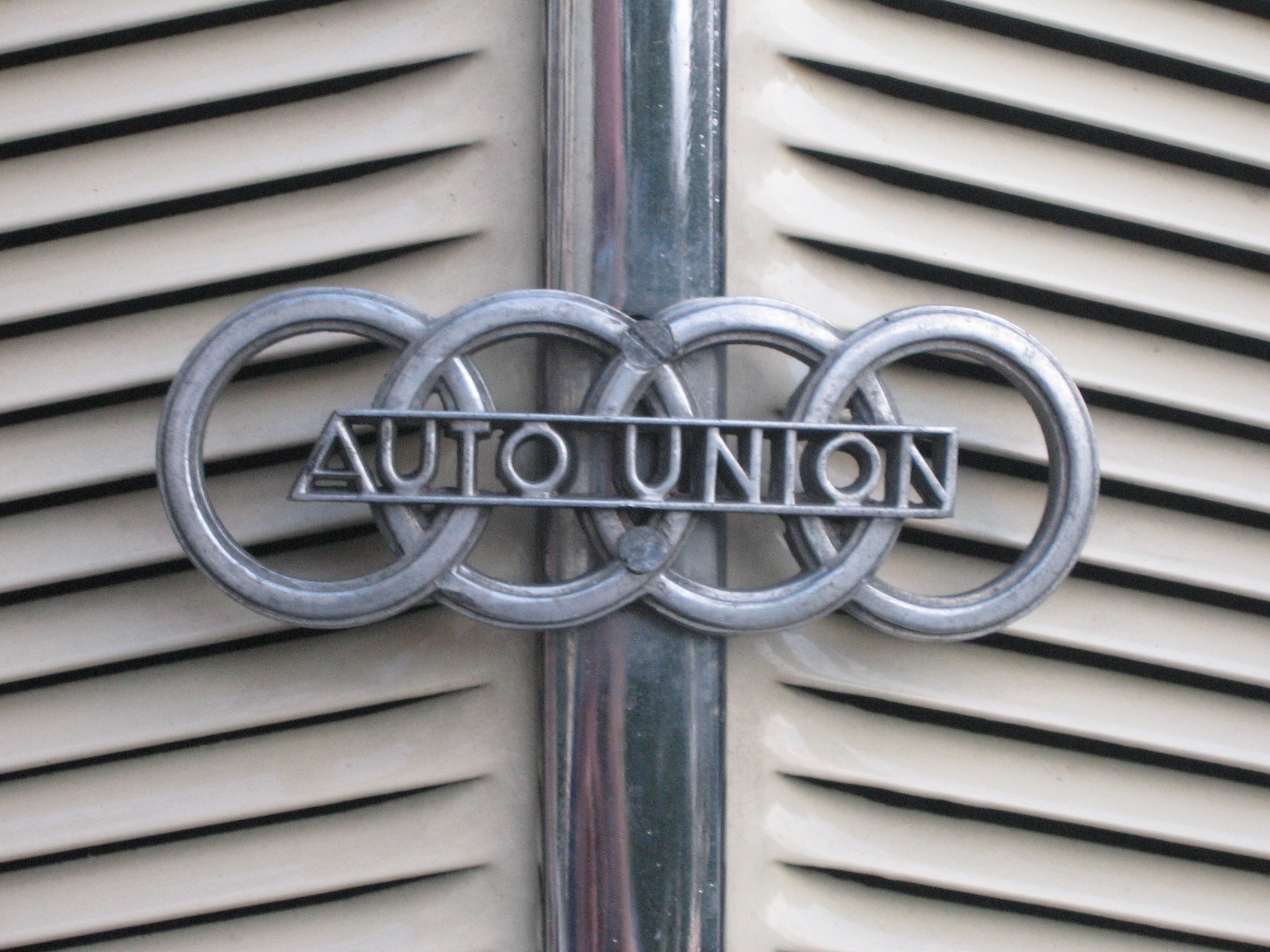
Lo stemma a 4 anelli dell'Auto Union

Infatti Rasmussen si ritrovò comunque pieno di debiti alla fine del 1929 e la Banca Centrale, sua principale creditrice, inviò un suo emissario, Richard Bruhn, per sanare la situazione economica dell'azienda. Rasmussen, che inizialmente salutò con entusiasmo tale evento, dovette ricredersi quando il 29 giugno 1932 venne ufficializzata la nascita dell'Auto Union, creata da Bruhn per consolidare la situazione economica della DKW, sfruttando finalmente una gamma di modelli completa. Da quel momento Rasmussen si distaccò sempre più dai movimenti al vertice del neonato gruppo tedesco. Il suo progressivo distacco culminò con il suo licenziamento da parte di Richard Bruhn, avvenuto il 27 dicembre 1934. Il fatto che tale provvedimento fosse avvenuto senza il dovuto preavviso, fece sì che Rasmussen portasse la Auto Union davanti al tribunale, dando luogo ad una causa giudiziaria protrattasi per oltre tre anni e conclusasi con una sentenza di condanna per il colosso tedesco, costretto a corrispondere a Rasmussen una somma pari ad 1,6 milioni di Reichsmark. L'ex patron della DKW si ritirò quindi a vita privata tornando nella natia Danimarca dove morì il 12 agosto 1964.

Nel frattempo, la produzione automobilistica andò avanti come prima dell'avvento della crisi: successo commerciale per i modelli a trazione anteriore e delusioni per quelli di fascia superiore, con motore V4 e trazione posteriore. Nulla cambiò fino al 1939, anno in cui scoppiò la seconda guerra mondiale. Nel frattempo, poco prima del nefasto evento, fu approntato il prototipo di un modello con motore due tempi a tre cilindri e trazione anteriore, un modello che nelle intenzioni dei vertici Auto Union avrebbe dovuto sostituire sia le precedenti DKW a trazione anteriore, sia i meno fortunati modelli a trazione posteriore. Ma lo scoppio della guerra interruppe i progetti del colosso tedesco. Vennero ripresi solo dopo la fine del conflitto: ma non solo dalla DKW.

### La rinascita post-bellica

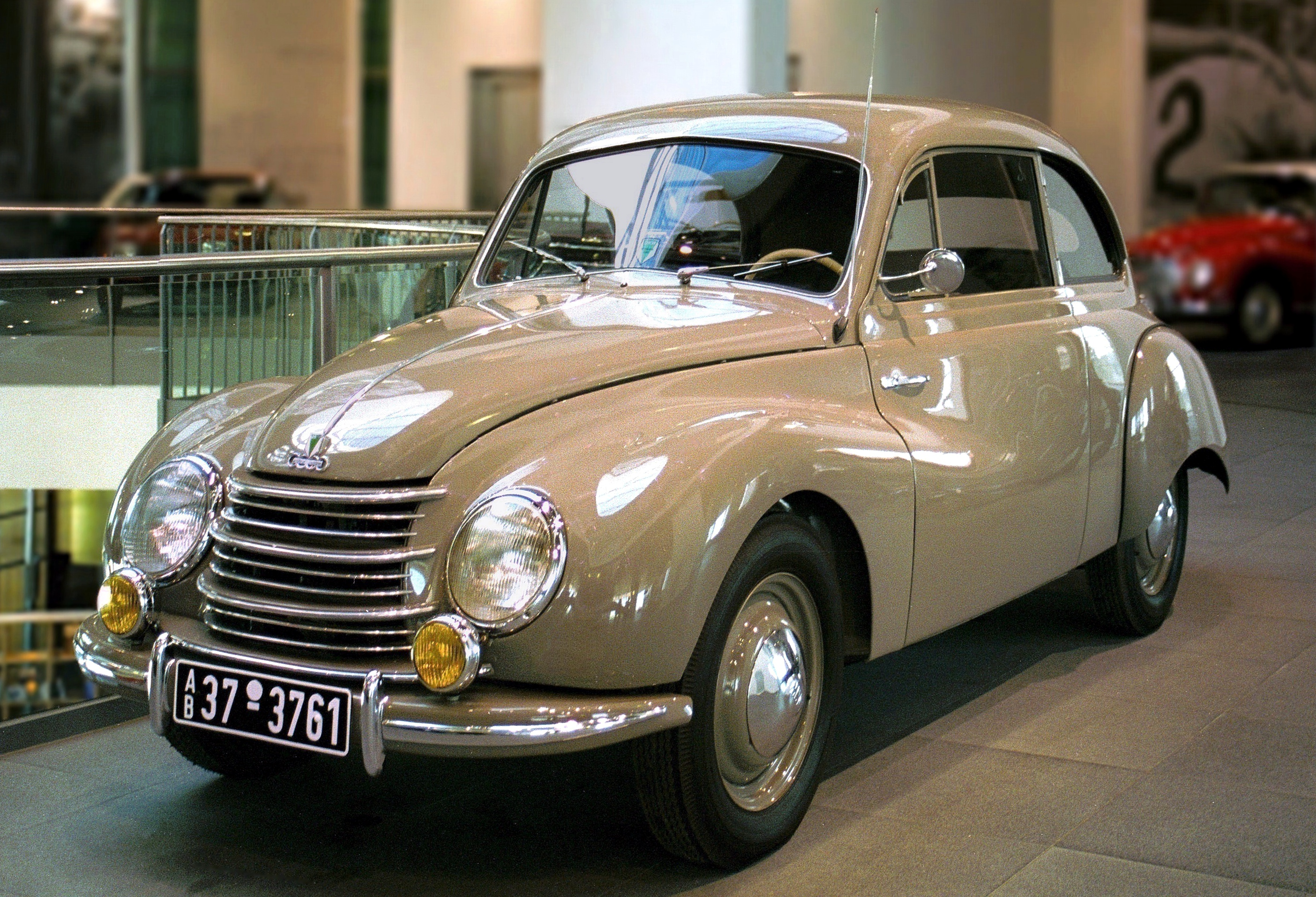
Una DKW F89, prima DKW del dopoguerra...

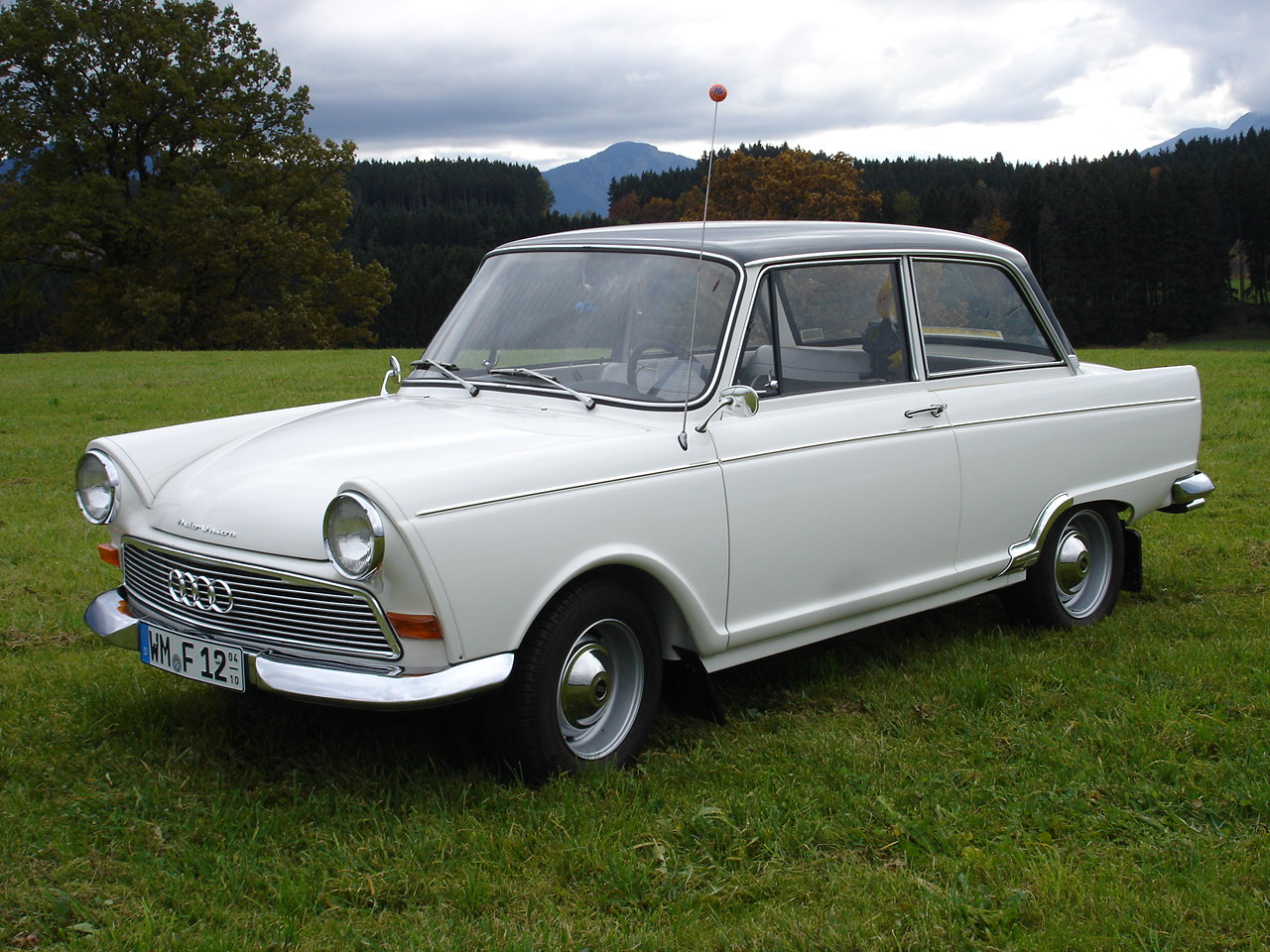
... ed una DKW F12 del 1965, una delle ultime DKW realizzate

Dopo la seconda guerra mondiale il territorio della Germania venne suddiviso nelle zone occidentali, occupate da Francia, Regno Unito e Stati Uniti che il 23 maggio 1949, diedero vita alla Bundesrepublik Deutschland, meglio nota come "Germania Ovest" e la zona d'occupazione sovietica che il 7 ottobre 1949 divenne la Deutsche Demokratische Republik, meglio nota come "Germania Est". Qui la produzione DKW fu riavviata nell'ex-stabilimento Audi, rinominato VEB Kraftfahrzeugwerk Audi), ma con il nuovo marchio IFA (acronimo del gruppo industriale Industrieverband Fahrzeugbau, nato subito dopo l'occupazione sovietica. L'originaria fabbrica sassone di Zschopau fu anch'essa nazionalizzata dalle autorità sovietiche e, in seguito, riavviò la produzione motociclistica, anch'essa con il marchio IFA (in seguito mutato in MZ).
Il marchio DKW vero e proprio si ricostituì invece in Germania Ovest fondando due nuovi stabilimento ad Ingolstadt e a Düsseldorf. Qui, la nuova DKW riprese la produzione nel 1949, inizialmente nel ramo motociclistico, riproponendo il modello d'anteguerra "RT 125", motoleggera di stampo utilitario. Poco dopo rimise in attività anche la divisione automobilistica, con il modello "F89" bicilindrico, sostituito successivamente dalla "F91" a tre cilindri (prodotta anche in Brasile dalla VEMAG S.A. di San Paolo tra il 1956 e il 1967).
La gamma motociclistica, inizialmente composta solo dalla RT 125, viene allargata nel 1951 dalle RT 175 e 200, e l'anno successivo anche dalla RT 250. Del 1954 sono la RT 350 bicilindrica (da 18,5 CV e 120 km/h) e lo scooter Hobby. Si ritorna dal 1952 anche alle competizioni, esordendo nel Motomondiale dapprima con una 250 (vincitrice del GP di Germania di quell'anno) per poi passare in 350 l'anno seguente, con una 3 cilindri a V che avrebbe ispirato la Honda NS 500 degli anni ottanta.
Tra le automobili DKW più interessanti dell'epoca, invece, si ricordano la "Monza", sportiva costruita in serie limitata e derivata dal modello che aveva stabilito diversi record di velocità sul circuito brianzolo, la Munga, fuoristrada costruito per l'esercito tedesco e la "1000 SP", disponibile sia coupé che spider e con una linea americaneggiante.
Nel 1957 il gruppo Auto Union e le sue filiali (compresa la DKW) vennero acquisite dalla Mercedes-Benz. Il ramo motociclistico viene fuso, nel novembre 1958, con Victoria ed Express nella Zweirad Union, gruppo che sarà rilevato dalla Sachs nel 1966, fondendolo con la Hercules (marchio già posseduto dalla Sachs).
È di questo periodo una delle serie più riuscita (in vendita dal 1959), la "Junior/F12" (la cosiddetta "auto con le palpebre" a causa dell'originale forma dei fari anteriori) che fu in assoluto la macchina della DKW più popolare e venduta, anche in Italia; venne anche utilizzata una fabbrica di assemblaggio in Irlanda fino al 1964 (questa fu l'unica fabbrica della DKW in Europa al di fuori della Germania). La DKW Junior adottava un piccolo motore a 2 tempi e 3 cilindri di 741 cm³ (maggiorato a 791 cm³ sulla versione "De Luxe"); la potenza era di 39 CV SAE (34 CV DIN a 4300giri/min). La velocità massima era di 115 km/h.

### La fine del marchio

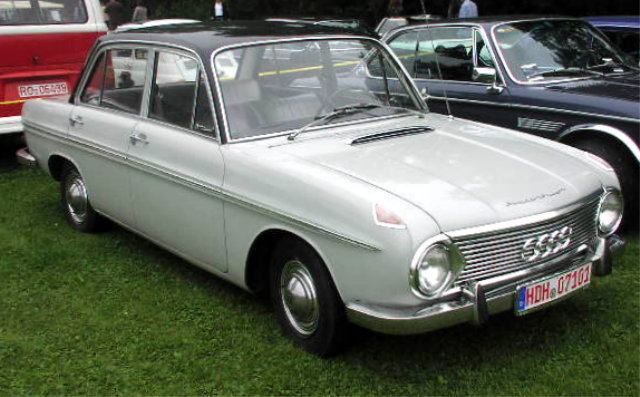
La "F102", l'ultima automobile DKW

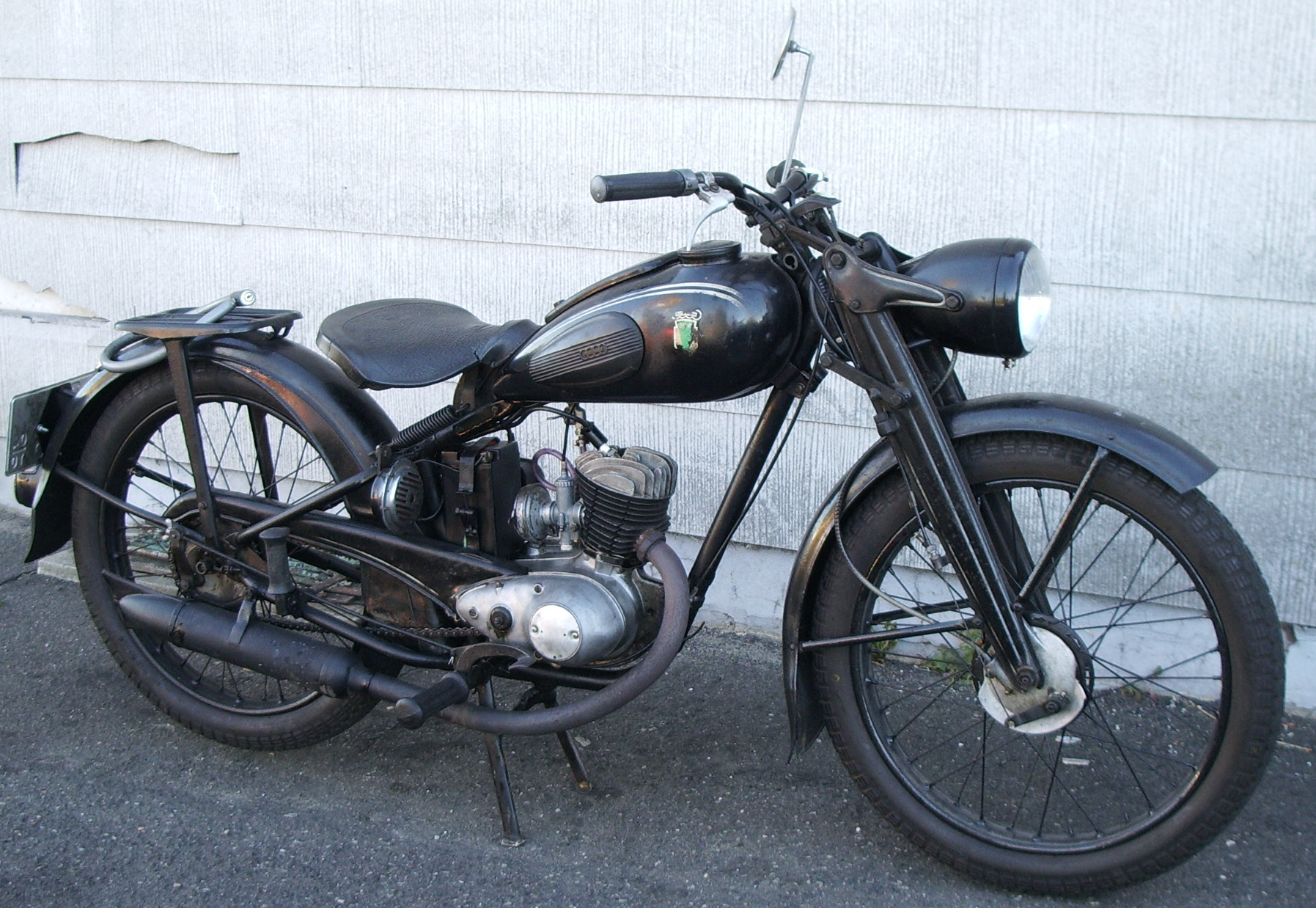
Una RT 125 del 1950, ritenuta una delle moto più copiate al mondo.

Nel 1964 il gruppo Auto Union fu rilevato dalla Volkswagen, con la produzione automobilistica DKW che continuò sino al 1966.
L'ultimo modello, la "F102", sarebbe stata la base per la rinascita del marchio Audi, con la cosiddetta "serie F103". Il marchio Auto Union continuò ad essere utilizzato marginalmente ancora per alcuni anni, per poi sparire definitivamente e lasciare campo libero unicamente al redivivo marchio Audi, il quale però continuò ad utilizzare lo stemma dei quattro anelli, che una volta rappresentò la Auto Union.

La produzione motociclistica, invece, fu interrotta nel 1959 dopo il rilevamento della DKW da parte della Daimler-Benz, che non fu intenzionata a continuare la produzione di motociclette, a causa della grave crisi di domanda nel settore motociclistico. I fondi di magazzino e tutte le moto ancora da porre in vendita furono poste in vendita dall'azienda Zweirad-Union di Norimberga, che comprendeva, oltre alla DKW, anche la Express e la Victoria; tale gruppo fu successivamente rilevato dalla Sachs, che lo fuse con la Hercules. Alcuni anni dopo la rinascita del marchio Audi ai danni del marchio DKW automobilistico, la produzione di moto riprese brevemente negli anni settanta e fino al 1979: le DKW erano delle Hercules da regolarità (vennero costruite per un paio d'anni anche a Firenze dalla Moto Gori). Il marchio DKW cessò definitivamente di esistere verso la fine degli anni settanta, con la riorganizzazione del gruppo Sachs.

#### La moto più copiata del mondo
La RT 125, nata nel 1939, è considerata una delle moto più copiate al mondo. A seguito della sconfitta tedesca nella Seconda Guerra mondiale, i progetti, le attrezzature e anche parte del personale DKW vennero requisiti dall'Unione Sovietica come riparazioni di guerra e trasportati a Kovrov, dove si iniziò a riprodurre la "RT", a partire dal 1946, come Komet K 125.
Copie dei progetti della "RT" vennero presi anche da Gran Bretagna e USA, i quali ne faranno la base per la BSA "Bantam" e l'Harley-Davidson "Hummer". Nei vecchi stabilimenti di Zschopau, rimasti nella Germania Est, la neonata MZ ne costruirà una sua versione.
Il progetto della RT fu copiato in maniera meno esplicita anche da altre case, come le italiane Bianchi, Moto Morini, MI-VAL e la giapponese Yamaha per il modello YA-1.
Una curiosità riguarda le DKW vendute in Italia dall'importatore della Casa tedesca (ditta Cavani di Bologna), le quali avevano una ciclistica totalmente diversa dall'originale (a telaio elastico, anziché rigido). Questo sia per evitare i dazi doganali sulle moto d'importazione, sia per migliorare il comfort.